# كازيمير الرابع
كازيمير الرابع (30 نوفمبر 1427 - 7 يونيو 1492) كان ملك بولندا منذ 1447 ودوق ليتوانيا الأكبر منذ 1440 هو من سلالة ياغيلون، كان واحد من أكثر ملوك بولندا نشاطاً وذلك من خلال هزيمة فرسان تيوتون في حرب الثلاثة عشر عاماً، وأيضا استطاع استرداد بوميرانيا، مما جعل سلالة ياغيلون أسرة الملكية الرائدة في أوروبا، وأيضا ساعد على تعزيز البرلمان ومجلس الشيوخ، بحيث كان معارضاً لأرستقراطية، وأيضا جبلت انتصاراته العظيمة السيطرة على بروسيا التي أصبحت محمية تحت سيطرة بولندا.
هو الابن الثاني لـ فلاديسلاف الثاني ملك بولندا وزوجته الرابعة صوفيا هالشاني، وأيضا ادعى العروش المجري والبوهيمي من خلال زواجه من إليزابيث هابسبورغ ابنة الثانية لألبرخت الثاني ملك ألمانيا حتى استطاع ابنهما البكر فلاديسلاف في الوصول إلى هذه العروش في أواخر القرن الخامس عشر، وإما في بولندا خلفه كل من أبنائه يان الأول وألكسندر وأخيراً زغمونت الأول.

## الذرية
أنجبت إليزابيث له:-
- فلاديسلاف الثاني (1 مارس 1456 - 13 مارس 1516)؛ ملك بوهيميا والمجر، له ذرية.
- هيدفيغ (21 سبتمبر 1457 - 18 فبراير 1502)؛ تزوجت من جرجس دوق بافاريا لاندسهوت، لهم ذرية.
- كازيمير (3 أكتوبر 1458 - 4 مارس 1484)؛ شفيع ليتوانيا، وأيضا مدعي العرش المجري.
- يان الأول أولبرشت (27 ديسمبر 1459 - 17 يونيو 1501)؛ ملك بولندا ودوق غلوغو.
- ألكسندر (5 أغسطس 1461 - 19 أغسطس 1506)؛ دوق ليتوانيا وملك بولندا، ليس لديه أبناء.
- صوفيا (6 مايو 1464 - 5 أكتوبر 1512)؛ تزوجت من فريدرش الأول مارغريف براندنبورغ-أنسباخ، لهم ذرية بما في ذلك ألبرشت دوق بروسيا.
- إليزابيث (9 مايو 1465 - 9 مايو 1466).
- زغمونت الأول (1 يناير 1467 - 1 أبريل 1548)؛ ملك بولندا ودوق ليتوانيا الأكبر، له ذرية.
- فريدرش (27 أبريل 1468 - 14 مارس 1503)؛ رئيس أساقفة جنيزنو ورئيس أساقفة بولندا.
- إليزابيث (13 مايو 1472 - بين 19 مايو 1480 و 20 مايو 1481).
- آنا (12 مارس 1476 - 12 أغسطس 1503)؛ تزوجت من بوغيسلاف العاشر دوق بوميرانيا، لهم ذرية.
- باربرا (15 يوليو 1478 - 15 فبراير 1534)؛ تزوجت من غيورغ دوق ساكسونيا، لهم ذرية.
- إليزابيث (13 نوفمبر 1482 - 16 فبراير 1517)؛ تزوجت من فريدرش الثاني دوق لغنيتسا، لهم ابنة توفيت يوم ولادتها.